# Psidium australe
Psidium australe är en myrtenväxtart som beskrevs av Jacques Cambessèdes. Psidium australe ingår i släktet Psidium och familjen myrtenväxter.

## Underarter
Arten delas in i följande underarter:
- P. a. argenteum
- P. a. australe
- P. a. suffruticosum